# Urszula Anna Wenda
Urszula Anna Wenda (ur. 9 stycznia 1930 w Katowicach, zm. 26 czerwca 2024) – polska lekarka rodzinna, wieloletnia lekarka zakładowa Wojewódzkiej Przychodni Górniczej w Katowicach.

## Życiorys
Urodziła się w Katowicach, jako córka starszego sierżanta 73. Pułku Piechoty. Jej ojciec w czasie II wojny światowej był żołnierzem AK, a po aresztowaniu w marcu 1944 r., został wysłany do obozu koncentracyjnego Auschwitz-Birkenau i rozstrzelany tuż przed wyzwoleniem.
Podczas pacyfikacji strajku w katowickiej Kopalni Węgla Kamiennego „Wujek” 16 grudnia 1981 r., pośpieszyła z pomocą rannym górnikom. Była wówczas pracownikiem Dzielnicowej Przychodni Zdrowia w Katowicach-Ligocie. Dowiedziawszy się o krwawym tłumieniu strajku, zabrała środki opatrunkowe oraz lekarstwa i próbowała wraz z sanitariuszką Anną Pieckoską wjechać na teren kopalni. Po zatrzymaniu karetki przez milicję, przemyciła medykamenty do punktu opatrunkowego, gdzie rozpoczęła udzielanie pomocy pierwszym rannym. Po śmierci szóstej ofiary rozpoczęła mediacje z dowódcą ZOMO płk. Kazimierzem Wilczyńskim w kwestii przewiezienia pozostałych rannych do szpitala. Doktor Urszula Wenda opuściła teren kopalni dopiero w momencie zakończenia strajku. Za swoją bezinteresowną pomoc udzieloną górnikom została w 2005 r. wyróżniona wraz z kapelanem górników, ks. Henrykiem Bolczykiem, nagrodą „W imię człowieczeństwa” im. Ks. Bpa Jana Chrapka, przyznawaną przez Instytut Społeczeństwa Obywatelskiego. Statuetki wręczył Prezes Instytutu, prof. Jerzy Buzek.
W 2006 postanowieniem prezydenta RP Lecha Kaczyńskiego została odznaczona Krzyżem Kawalerskim Orderu Odrodzenia Polski. Razem z Adamem Skwirą otrzymała od reprezentantów zarządu Społecznego Komitetu Pamięci Górników Poległych 16 grudnia 1981 r., medal upamiętniający 25-rocznicę pacyfikacji KWK „Wujek”.
W postać dr Urszuli Anny Wendy w filmie Kazimierza Kutza pt. „Śmierć jak kromka chleba” z 1994 r., wcieliła się Teresa Budzisz-Krzyżanowska.